# NGC 1917
NGC 1917 (другое обозначение — ESO 56-SC100) — шаровое скопление в созвездии Золотой Рыбы, расположенное в Большом Магеллановом Облаке. Открыто Джеймсом Данлопом в 1826 году. Диаграмма Герцшпрунга — Рассела для NGC 1917 свидетельствует о том, что в этом скоплении звездообразование продолжалось на протяжении 150 миллионов лет. Возраст звёзд в нём варьируется от 1200 до 1350 миллионов лет. Кроме того, на диаграмме также наблюдается двойное красное сгущение.
Этот объект входит в число перечисленных в оригинальной редакции «Нового общего каталога».